# Dominique Perras
Dominique Perras (* 11. Februar 1974 in Naperville) ist ein ehemaliger kanadischer Radrennfahrer und Radsportkommentator.

## Karriere
Dominique Perras begann seine Karriere als Radprofi 1999 bei dem Radsportteam Nutra FIG. In der Saison zuvor hatte er mehrere Eintagesrennen und Etappen kürzerer Rundfahrten in Nordamerika gewonnen. Seinen ersten Etappensieg feierte er 2002 bei der Hokkaido-Rundfahrt. Im Jahr darauf gewann er für Flanders eine Etappe bei der Herald Sun Tour, wo er auch 2004 erfolgreich war; 2003 wurde er zudem kanadischer Meister im Straßenrennen. Bei der Herald Sun Tour 2005 belegte er in der Gesamtwertung Platz zwei und wurde Fünfter in der UCI Oceania Tour 2006.
Nach dem Ende seiner Radsportlaufbahn im Jahr 2008 nahm Perras eine Tätigkeit bei der National Bank of Canada auf und arbeitet beim französischsprachigen Fernsehsender Réseau des sports als Radsportkommentator für alle großen Radsportereignisse.

## Erfolge
2002
- eine Etappe Hokkaido-Rundfahrt

2003
- eine Etappe Herald Sun Tour
- Kanadischer Straßenmeister

2004
- eine Etappe Herald Sun Tour

## Teams
- 1999 Nutra FIG
- 2000 Phonak Hearing Systems
- 2001 Servisco
- 2001 Ficonseils-RCC Conseils Assurances
- 2002 Iteamnova.com
- 2003 Flanders-Iteamnova
- 2004 OFOTO
- 2005 Kodak Easyshare Gallery-Sierra Nevada
- 2006 Kodakgallery.com-Sierra Nevada
- 2007 Kelly Benefit Strategies-Medifast